# Dagmar Hirche

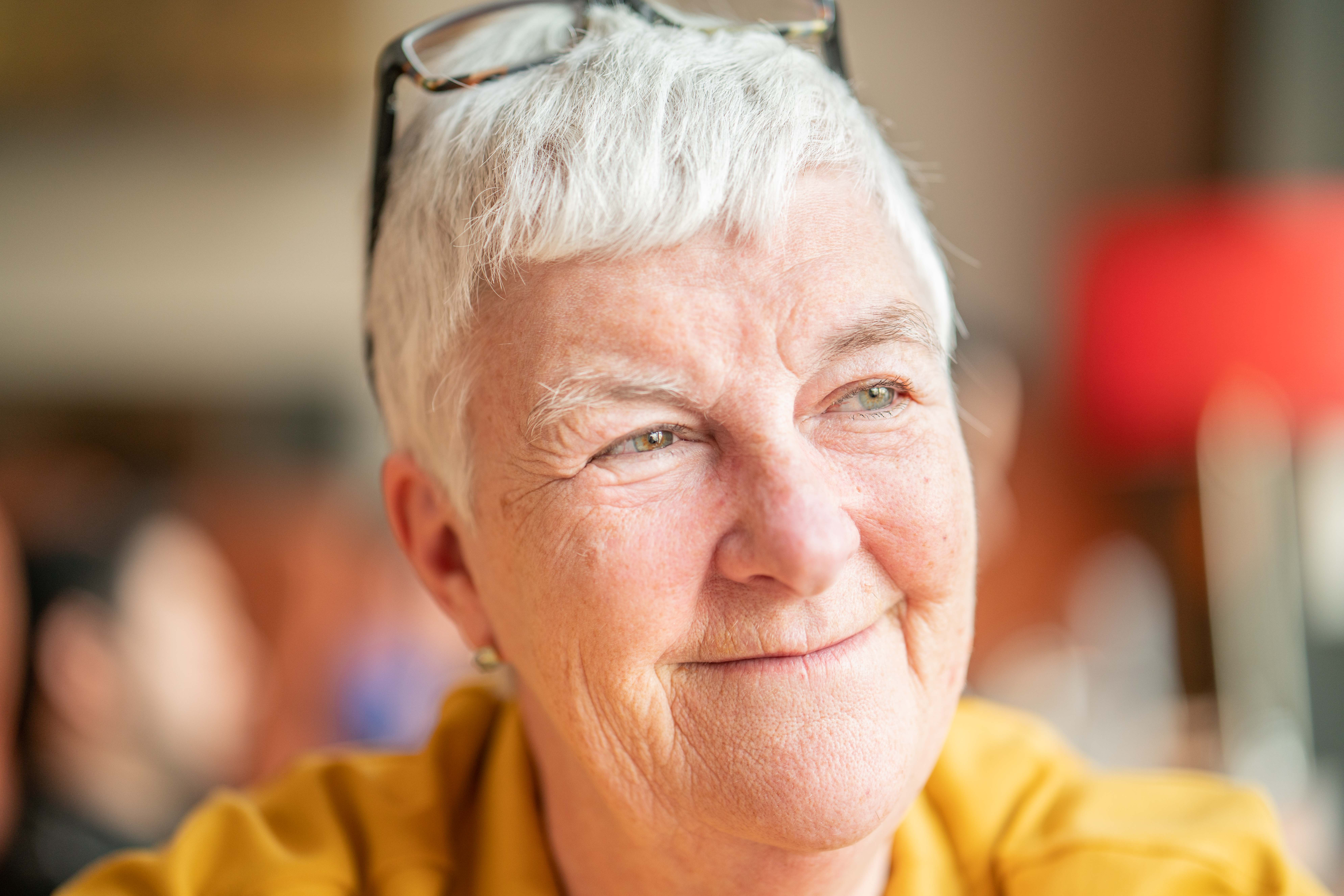
Dagmar Hirche 2020 in Berlin

Dagmar Hirche (* 13. Januar 1957 in Hamburg) ist eine deutsche Unternehmerin und Gründerin des Vereins Wege aus der Einsamkeit. Auf Grund ihres sozialen Engagement und medienwirksamen Auftretens gibt sie der Generation 65+ ein positives Bild vom Altern und wurde dafür mit vielen Auszeichnungen geehrt. Die deutsche Prominenten-Fotografin Gabriele Oestreich plakatierte sie bundesweit für die City-Light-Kampagne im Jahre 2011 anlässlich der Preisvergabe zur Goldenen Bild der Frau.

## Wirken
Dagmar Hirche studierte an der Fachhochschule in Hamburg Betriebswirtschaft. Seit 2008 ist sie Unternehmensberaterin und Geschäftsführerin der Aulis Consulting GmbH. 2007 gründete sie den Verein Wege aus der Einsamkeit. Gemeinsam mit Jan Kurz als Vorstandsmitglied werden laufend neue Projekte gegen Altersarmut, -einsamkeit, aber auch insbesondere Projekte der neuen Medien (Wir versilbern das Netz) ins Leben gerufen. In kostenlosen Workshops für Senioren wird der Generation 65+ die digitale Welt erläutert, um so zum Beispiel einen sicheren Umgang mit Smartphon und Tablet zu vermitteln. Hirche setzt auf moderne Mittel der Kommunikation und spart in ihren Vorträgen auch den digitalen Nachlass nicht aus.
Ihre ins Leben gerufenen Flashmobs zum jährlichen Weltseniorentag am 1. Oktober fand bundesweit Nachahmer in anderen deutschen Großstädten. Für das Projekt Goldener Internetpreis beteiligt sich Dagmar Hirche regelmäßig an Podiumsdiskussionen und kämpft um ein frohes Altersbild. Maxi Arland ist Unterstützer und Botschafter ihres gemeinnützigen Vereins.
Dagmar Hirche lebt und arbeitet in Hamburg.

## Auszeichnungen (Auswahl)
- 2011 Preisträgerin der Goldenen Bild der Frau[3]
- 2015 Smart Hero Award[4]
- 2016 Marie Simon-Pflegepreis[5]
- 2016 Finalist bei der Google Impact Challenge[6]
- 2017 Demografie Exzellenz Award[7]
- 2018 Hamburgerin des Jahres Kategorie Soziales 2018
- 2019  Digital Female Leader Award Kategorie Social Hero
- 2020 Top 20 Linkedin Top Voices D-A-CH
- 2021 German Diversity Award 2021 für ihren Einsatz für mehr Diversität und Chancengerechtigkeit in der Gesellschaft[8]
- 2023: Bundesverdienstkreuz am Bande[9]

## Schriften
- Angela Meyer-Barg (Verf.), Dagmar Hirche (Hrsg.): Wir versilbern das Netz! Das Mutmachbuch, Verlag Hamburg, KJM Buchverlag 2019, ISBN 978-3-96194-081-3
- Dagmar Hirche (Verf.): Wir versilbern das Netz! Das neue Erklärbuch. : Mit Spaß und Freude sich zurechtfinden in der digitalen Welt, Verlag Hamburg, KJM Buchverlag 2023, ISBN 978-3-96194-189-6